# Dadapan (Wajak)
Dadapan is een bestuurslaag in het regentschap Malang van de provincie Oost-Java, Indonesië. Dadapan telt 5926 inwoners (volkstelling 2010).